# فيضانات الساحل الإفريقي 2020
فيضانات الساحل الأفريقي 2020 كانت عبارة عن فيضانات شديدة ضربت العديد من دول غرب وشرق ووسط إفريقيا في أغسطس وسبتمبر من عام 2020 وذلك بسبب هطول الأمطار الغزيرة. تضرر أكثر من 760 ألف شخص في بوركينا فاسو والكاميرون وتشاد وجمهورية الكونغو وغانا ومالي والنيجر ونيجيريا والسودان والسنغال وتونس. قتل المئات جراء هذه الفيضانات، وشرد ملايين الأشخاص في الأسابيع الأخيرة من توقف الأمطار. دمرت الأمطار غير المسبوقة المنازل والمحاصيل، مما زاد من صعوبة الوضع الفعل الناجم عن تفشي الجراد التاريخي والصراعات العنيفة.

## الأضرار
في السودان تم إعلان حالة الطوارئ للأمة لمدة ثلاثة أشهر حيث خصصت الحكومة أكثر من 150 مليون جنيه سوداني أو حوالي 2.73 مليون دولار لضحايا الفيضانات. وصف رئيس الوزراء عبد الله حمدوك الوضع بأنه «كارثي ومؤلم». منذ بداية موسم الأمطار نزح حوالي نصف مليون ساكن. بلغ منسوب مياه نهر النيل 17.57 متر، وهو أعلى مستوى له منذ أن بدأت الأرقام القياسية قبل أكثر من 100 عام.
في النيجر تم الإبلاغ عن أكثر من 70 حالة وفاة، بينما نزح العديد من السكان. أُجبرت العائلات في عدة أحياء في نيامي على الفرار بعد تضخم السد على الضفة اليمنى لنهر النيجر بعد هطول أمطار غزيرة. كما تم إعلان حالة الطوارئ في السنغال وسط استمرار الفيضانات الكبيرة التي أسفرت عن مقتل ستة أشخاص على الأقل. شهدت أجزاء من البلاد كمية استثنائية من الأمطار، سقط ما يصل إلى 200 ملم من الأمطار في فترة 24 ساعة حتى 5 سبتمبر، وهو ما كان أكثر من متوسط هطول الأمطار لهذا الشهر.
في بوركينا فاسو لقي ما لا يقل عن 13 شخصًا مصرعهم وأصيب 19 آخرون. تم الإبلاغ عن أضرار جسيمة في الممتلكات حيث اجتاحت الفيضانات الطرق والجسور والمنازل والأراضي الزراعية. يؤدي الطقس القاسي إلى استنفاد موارد المسؤولين وعمال الإغاثة الذين يعانون بالفعل من جائحة كوفيد 19 والصراعات الإقليمية وغيرها من المخاوف المتعلقة بالصحة. قالت جولي بيلانجر مديرة مكتب تنسيق الشؤون الإنسانية لغرب ووسط إفريقيا: «يعيش العديد من هؤلاء السكان في مناطق معرضة للفيضانات. إنها مسألة وقت فقط لكي يتعرضوا لخطر الأوبئة».
في نيجيريا ولا سيما ولاية كيبي دمرت الفيضانات أكثر من 500.000 هكتار من المحاصيل. ومن المتوقع هطول المزيد من الأمطار الغزيرة في جميع أنحاء المنطقة المتضررة حتى سبتمبر، مما يؤدي إلى تفاقم الوضع المتردي بالفعل.